# Kataloniens historia
| Kataloniens historia |
| --- |
| Karta över Furstendömet Katalonien år 1608. - Betydelse – Kataloniens historia - Omfattning – del av Iberiska halvön, tidvis självstyrande område, numera region i Spanien - Relaterade begrepp – Spaniens historia, Barcelonas historia |

Kataloniens vapensköld.

Kataloniens historia är historien om Katalonien, idag en (till största delen) spansk autonom region. Området har sedan medeltiden varit befolkat av människor som främst talat det latin som fram till 800-talet utvecklades till det katalanska språket. Området har också varit ett område för samfärdsel mellan västra och sydvästra Europa samt ett uppmarschområde för erövring av iberiska halvön.
Den katalanska kulturen och Katalonien som stadsbildning har mestadels utvecklats utifrån Barcelona, men katalanskspråkig kultur har också djupa rötter i Valenciaregionen och på Balearerna. Den medeltida katalanska kulturen utvecklades inom Aragonska kronan, där katalansk kultur var den viktigaste komponenten. Inom det spanska riket har Katalonien varit inblandat i ett antal konflikter och krig med den spanska centralregeringen som motpart – oftast som den förlorande parten. Sedan slutet av 1900-talet har Katalonien upplevt en period med större regional makt, förnyade självständighetsambitioner och större fokus på det katalanska språket.

## Den äldsta historien

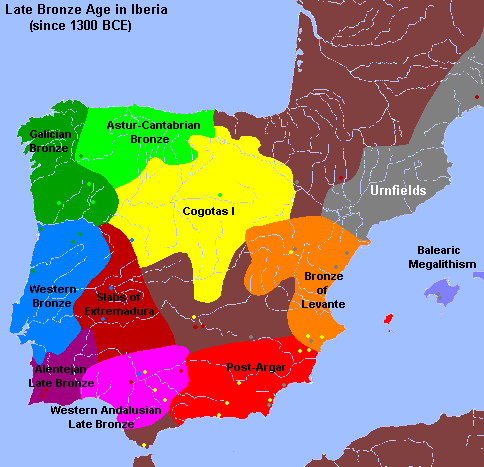
Urnefältskulturen på Iberiska halvön under bronsåldern, cirka 1300 f.Kr.

Den äldsta kända bosättningen i det som nu är Katalonien är daterad till början av mellanpaleolitikum. Det äldsta människofyndet i området är en människokäke som hittats i Banyoles i provinen Girona. Enligt vissa källor är fyndet 200 000 år gammalt, enligt andra ”bara” drygt 60 000 år.
I Banyoles hittades också 2012 den äldsta kända pilbågen i Europa, daterad till 5400–5200 f.Kr. Bågen är 108 centimeter lång och tillverkad av idegran.
Den neolitiska eran började ungefär 4500 f.Kr. De främsta fynden från denna tid har återfunnits i Fontmajor-grottan vid l'Espluga de Francolí i Tarragona-provinsen, Toll-grottan i Morà i Barcelona-provinsen och Gran- och Freda-grottorna (Cova Gran och Cova Fred) vid berget Montserrat nordväst om Barcelona.

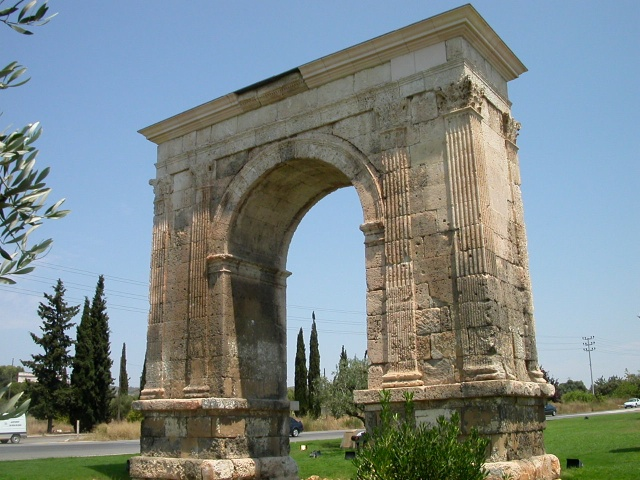
Arc de Berà (Roda de Berà, Tarragona)

Kopparåldern varade perioden 2500–1800 f.Kr och bronsåldern 1800–700 f.Kr. Det finns få fynd från denna tid, men några bosättningar vid Segre-floden (en biflod till Ebro har daterats till dessa perioder. Under bronsåldern kom indoeuropeerna till området genom den så kallade urnefältskulturen.
På 500-talet f.Kr. anlades den grekiska kolonin Emporion vid nuvarande Spaniens östkust, utanför nuvarande Girona. Detta gjordes troligtvis av handelsresande från den grekiska staden Massalia, det vill säga den nuvarande franska Medelhavshamnstaden Marseille. Cirka 200 f.Kr. påbörjade romarna koloniseringen av Katalonien. Den romerska kolonin Hispania Tarraconensis existerade fram till början av 400-talet när västgoternas intåg gjorde slut på den romerska kulturen.

## Medeltiden

### Tidig medeltid (400- till 900-talet)
År 475 e.Kr. införlivades Katalonien i kungariket Tolosa, nuvarande Toulouse, av den västgotiske kungen Eurik. Vid samma tid frigjorde sig goterna från Västrom, som man i sin tur lytt under, fram till 476 e.Kr.

Marca Hispanica på 800-talet.

När den justinianska pesten nådde den Iberiska halvön år 542 kunde inte goterna hålla ihop sitt väldiga rike. De franska delarna av riket gick förlorade och riket koncentrerades till den Iberiska halvön.  Under den gotiske kungen Teudis (regent 531 – 548) blev Barcelona huvudstad i det nya riket Hispania. Tiden som huvudstad blev kortvarig. Redan under Athanagild (regent 551 – 567) flyttades huvudstaden till Toletum (Toledo), som låg mer centralt i riket.
Med tiden delades Hispania upp i en rad mindre gotiska hertigdömen och grevskap som var vasallstater under kungen i Toledo. När muslimernas erövringståg under härföraren Tarik ibn-Ziyad nådde Hispania 711 var det gotiska centralstyret starkt försvagat. År 718 e.Kr. nådde den muslimska kampanjen Al-Andalus Katalonien, och området annekterades fram till år 801. Då intog Karl den store Barcelona och införlivade områdena på den södra sidan av Pyreneerna i Frankerriket som en buffertzon mot morerna, under namnet Marca Hispanica.
"Spansk mark" indelades i 15 grevskap, bland vilka Barcelona snart fick ett stort inflytande. Vid denna tid påträffas för första gången namnet Catalaunia, sannolikt en förvrängning av "Gotholania". Det senare begreppet uppkom till minne av landets tidigare herrar, goterna. Den siste greven att tillsättas av en frankisk kung blev den katalanske adelsmannen Wilfred den hårige. Den frankiske kungen Ludvig den stammande (Ludvig II) tilldelade honom Barcelona, Girona och Besalú. Så kom Wilfredo, eller Guifre el Pilós på katalanska, att grunda det framgångsrika furstehuset Barcelona och kallas ”Kataloniens furste”. Enligt myten skapades också Kataloniens flagga när kung Ludvig drog sina blodiga fingrar över Wilfredos sköld.
Efter Wilfreds död år 897 blev grevskapet Barcelona ärftligt – dock fortfarande sanktionerat av de frankiska kungarna. Detta ses numera som inledningen till ett självständigt Katalonien. Den definitiva frigörelsen från det frankiska kungaväldet kom dock först år 985 när den hjälp frankerna hoppats på i kriget mot Al-Mansur uteblev.

### Grevskapet Barcelona / Katalonien (800- till 1100-talet)
Katalonien förblev därefter ett självständigt feodalsamhälle fram till år 1137, då det genom giftermålsförbindelse mellan Ramon Berenguer IV och Petronila av Aragonien förenades med Kungariket Aragonien. Statsföreningen genomfördes dock först år 1150.
En regentlängd för denna period:

- Wilfred I 878 – 897
- Wilfred II eller Borrell I 897 – 912
- Sunyer I 912 – 946
- Borrell II 946 – 966
- Miró 946 – 992
- Ramon Borrell 992 – 1017
- Berenguer Ramon I 1017 – 1035
- Ramon Berenguer I 1035 – 1076
- Ramon Berenguer II 1076 – 1082
- Berenguer Ramon II 1076 – 1097
- Ramon Berenguer III 1093 – 1131
- Ramon Berenguer IV 1131 – 1162

Texter på katalanska är kända från 800-talet även om de äldsta bevarade dokumenten av skriven katalanska dateras först till 1100-talet.

### Aragoniska kronan / Furstendömet Katalonien (1000- till 1400-talet)

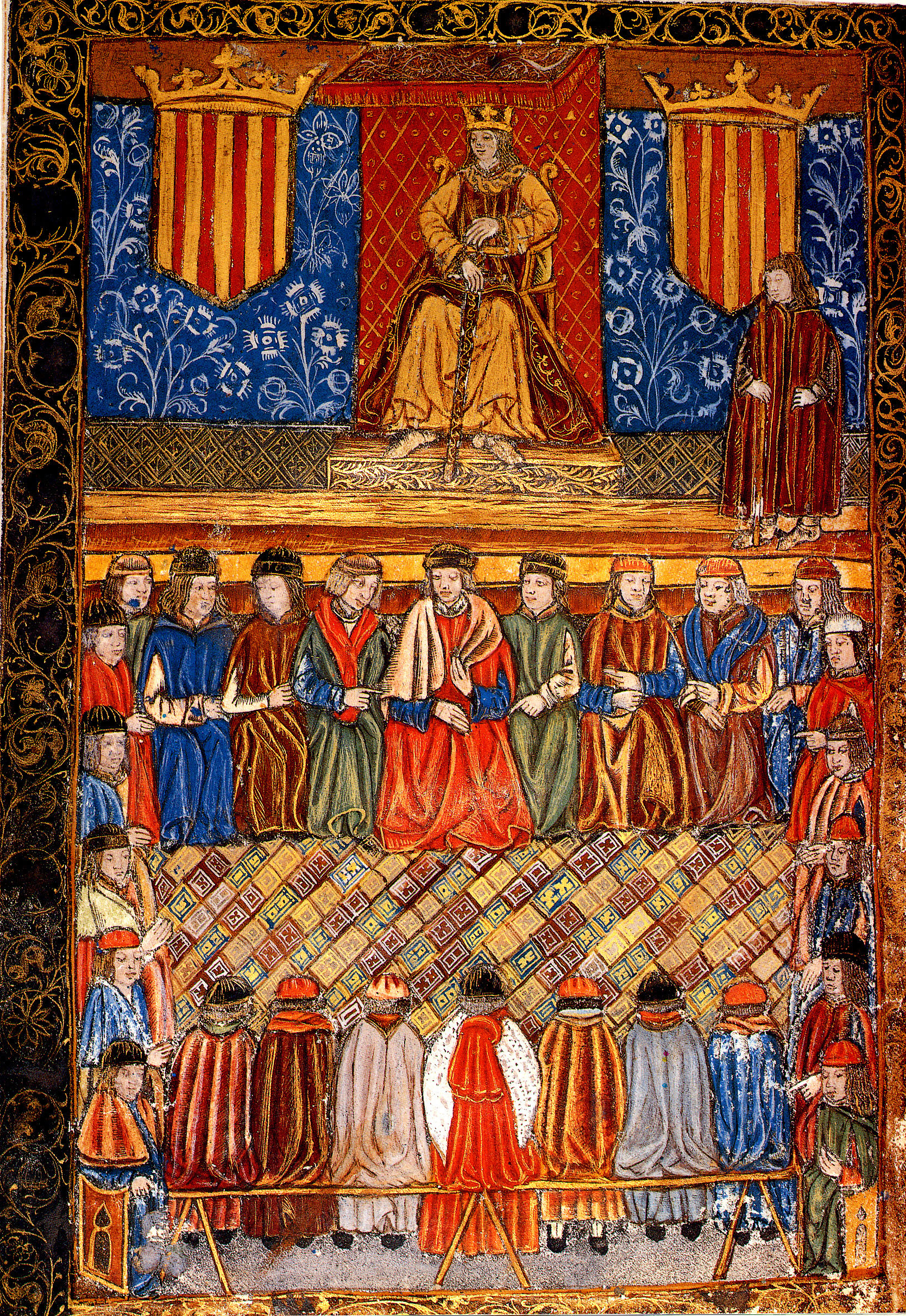
Corts Catalanes

I det nya kungariket Aragonien utvecklades Katalonien snabbt till en stark autonom stat med betydande handelsintressen i hela Medelhavsområdet. Områdets expansion pågick fram till mitten av 1400-talet. År 1229 erövrade kung Jaume av Aragonien Mallorca, vilket kan sägas inleda den katalanska stormaktstiden och år 1238 erövrades Valencia.
Det var under den här tiden som begreppet Katalonien kom till. Det första omnämnandet var i en pisansk krönika skriven mellan år 1114 och 1115. Genom hela 1100-talet kom hovet att referera till området som Katalonien. Det allra första internationella fördraget med Roger II av Sicilien 1127 vittnar om Kataloniens politiska suveränitet och erkännandet av den katalanska identiteten. Under den senare delen av 1100-talet kom även det katalanska språket att spridas alltmer, efter författandet av de första texterna på katalanska – Homilies d'Organyà – samt översättningen av Forum Iuidicum.
Den katalanska ekonomin kom i hög grad att präglas av den effektivisering av produktionen som under 1000-talet genomfördes på landsbygden. Detta kom att leda till bildandet av flertal marknader i området och öppnandet samt försvarandet av handelsrutter till både Nordafrika och Fjärran Östern. Skapandet av en flotta av handelsskepp och navigeringskontrakt breddade handelsnätverket. Städer grundades och växte tack vare att handeln ökade marknaden för hantverkarna och handelsmännen i städerna.
Den tillväxt av borgarskiktet som skedde i de olika städerna ledde till en bestående befolkningsökning. Nya distrikt och stadsområden växte utanför murarna i städer som Vic, Girona och inte minst Barcelona. Barcelona växte från en stad med 4 000 invånare i slutet av 1000-talet till en stad med 12 000 invånare ett sekel senare. Allt fler skepp började använda Barcelona som knutpunkt, och den ökande sjöfarten gynnade stadens marknad.
Samtidigt utvecklade Furstendömet Katalonien ett komplext institutionellt och politiskt system som byggde på idén om en pakt mellan ståndssamhälle och kungen. Lagarna måste där (sedan 1283) godkännas i Corts Catalanes, en av de första parlamentariska institutionerna i Europa och vars verksamhet hindrade kungamakten att skapa lag ensidigt. Två viktiga institutioner under denna epok var parlamentets organ Generalitat och stadsförsamlingen Consell de Cent i staden Barcelona.
Utslocknandet 1410 e.Kr. av huset Barcelona brukar ses som slutet för den katalanska dominansen inom Aragonien och början till dess nedgång. År 1469 etablerades en union mellan Kastilien och Aragonien, men Katalonien behöll sin status som autonom stat. Den ekonomiska nedgången och befolkningsminskningen ledde emellertid till en alltmer begränsad roll för Katalonien inom den spanska monarkin.
Motsvarande regentlängd under den tid Katalonien ingick i Aragonien:

- Petronila 1157 – 1164
- Alfonso II 1164 – 1196
- Pere II 1196 – 1213
- Jaume I 1213 – 1276
- Pere III 1276 – 1285
- Alfonso III 1285 – 1291
- Jaume II 1291 – 1327
- Alfonso IV 1327 – 1336
- Pere IV 1336 – 1387
- Joan I 1387 – 1396
- Martí 1396 – 1410
- Ferdinand I 1412 – 1416
- Alfonso V 1416 – 1458
- Joan III 1458 – 1479
- Ferdinand II 1479 – 1516

Genom äktenskapet mellan Ferdinand II av Aragonien och Isabella I av Kastilien bildades därefter unionen Spanien.

## 1500- och 1600-talen
Under Ferdinand den katolske införlivades landet med det övriga Spanien. Man behöll dock sin ursprungliga, fria författning, och sina egna riksständer – Les Corts Catalanes. I gengäld var man länge utestängd från handel och utnyttjande av de nyinrättade kolonierna i spanska Amerika, vilket ledde till en långvarig ekonomisk nedgång för regionen.

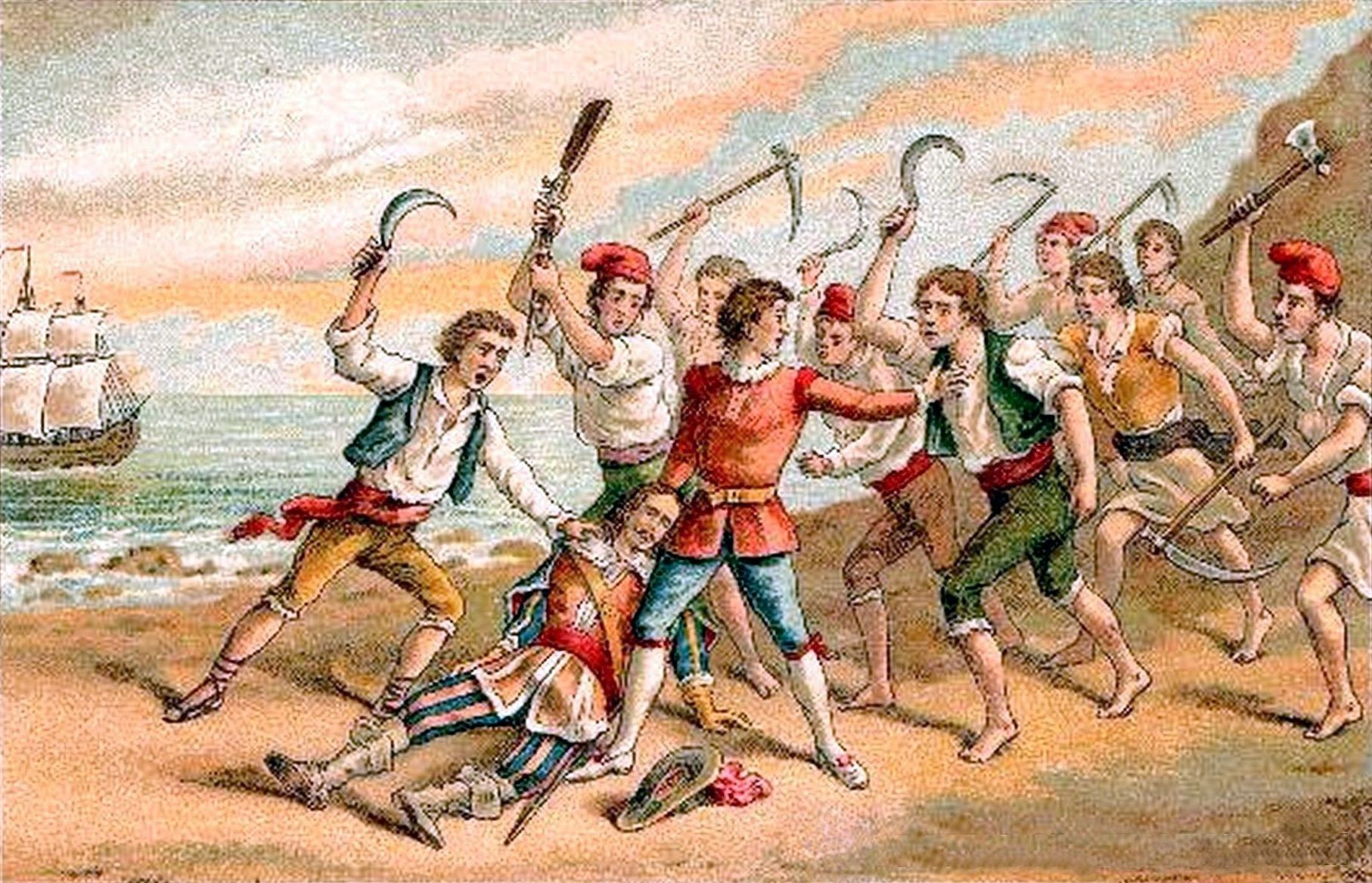
Revolten börjar i maj 1640. Målningen Corpus de sang av H. Miralles (1910).

Under det trettioåriga kriget utbröt en konflikt mellan Spanien och Katalonien. Detta var till följd av att spanska trupper var stationerade i Katalonien under kriget mellan Spanien och Frankrike, ett krig som inletts 1635. Konflikten i Katalonien utbröt på ”Kristi kropps och blods högtid” i maj 1640. Den pågick 1640–1652 och fick namnet skördekarlarnas krig (katalanska: Guerra dels Segadors; se även "Els segadors"), eftersom de katalanska trupperna huvudsakligen bestod av bönder och revolten inleddes av missnöjda lantarbetare. Det var missnöjet med centralmaktens krigspolitik och centraliseringsförsök som var upprinnelsen till konflikten.
Spaniens "katalanska konflikt" från 1640 var en av orsakerna till att Portugals revolt och försök att 1640 återta sin nationella självständighet lyckades. Den katalanska nationalismen, som varit relativt svag innan konflikten, växte genom krigets förtydligande av skiljelinjerna mellan regionen och Spanien i stort. Den skulle senare visa sig genom nya uppror 1688 och från 1705.
En katalansk republik utropades i Barcelona under beskydd av den franske kungen Ludvig XIII. Kungen hade lovat att bistå de katalanska bönderna med franska trupper.
Spaniens reaktion blev att sända 26 000 man under ledning av Pedro Fajardo för att kväsa den katalanska revolten. Spanien återerövrade ett antal städer, men det katalanska motståndet blev bara mera hårdnackat efter de avrättningar som spanjorerna utförde i de erövrade områdena. I slaget vid Montjuïc 1641 besegrade sedan katalanerna den spanska armén.
Efter långvariga strider, där ibland spanjorerna och andra gånger de fransk-katalanska trupperna vann terräng, retirerade slutligen de franska trupperna i samband med den Westfaliska freden år 1648. Nu fick Filip IV övertaget i kampen med de katalanska bönderna. Långsamt vann spanjorerna terräng i Katalonien och gick till anfall mot Barcelona. Efter tolv månaders belägring fick Barcelona år 1652 ge upp. Freden kom sedan att slutas i samband med den pyreneiska freden år 1659. Spanien avträdde den nordligaste delen av regionen (i dag ofta benämnd Nordkatalonien) till Frankrike. Den nya franska provinsen fick namnet Roussillon.

## 1700- och 1800-talen

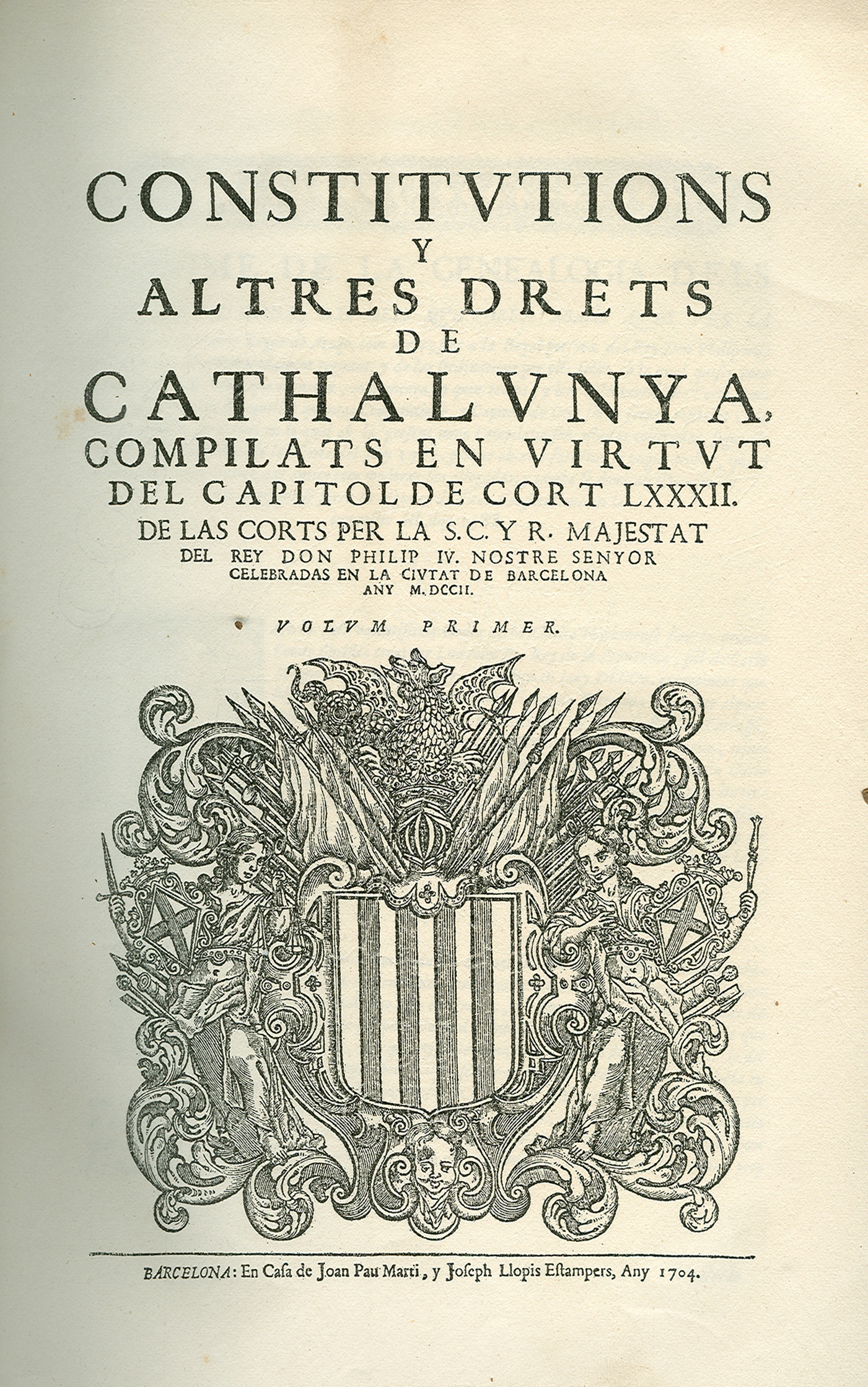
Den katalanska konstitutionen i 1702 års upplaga.

Det katalanska självstyret bestod efter Skördefolkskriget. Efterhand återhämtade sig ekonomin och i början av 1700-talet kan den sägas ha varit god.
Emellertid dog den barnlöse Karl II år 1700, vilket innebar slutet för det habsburgska husets tronföljd i Spanien. Karl II testamenterade riket och tronen till Filip av Anjou, som tillhörde Huset Bourbon. Detta ledde till utbrottet av det spanska tronföljdskriget (1701-1714). Här ställde sig så småningom Katalonien på det habsburgska husets sida, som lanserade Karl VI som ny kung. Kriget som följde blev en fullständig katastrof för katalanerna. Barcelona kom att delvis förstöras efter en mycket blodig belägring där stadsborna gjorde envist motstånd. Alla män och pojkar över fjorton år tilldelades vapen och försvarade och gjorde motanfall ända in på belägringens sista dag. Barcelona lyckades hålla ut i tretton månader med ett försvar på 5 300 man mot en 40 000 man stark armé. Slutligen kapitulerade staden den 11 september 1714 (numera Kataloniens nationaldag) efter den blodigaste dagen i stadens historia. Det katalanska självstyret upphävdes efter tronföljdskrigets slut, 1716. De dekret som utfärdades mellan åren 1707 och 1716 av Filip V och kallades Nueva Planta innebar långtgående inskränkningar för katalanerna, som fortsättningsvis hamnade under kastilianska lagar.
Trots det bittra krigsslutet återhämtade sig Kataloniens ekonomi mycket positivt under 1700-talets lopp. Jordbruksproduktionen ökade, liksom folkmängden. Industrialisering påbörjades också med klädes- och textiltillverkning, framför allt av bomull. En gynnsam faktor var att handeln med kolonierna öppnades år 1778 för tolv spanska städer, en reform som framför allt gynnade Barcelona och därigenom Katalonien.

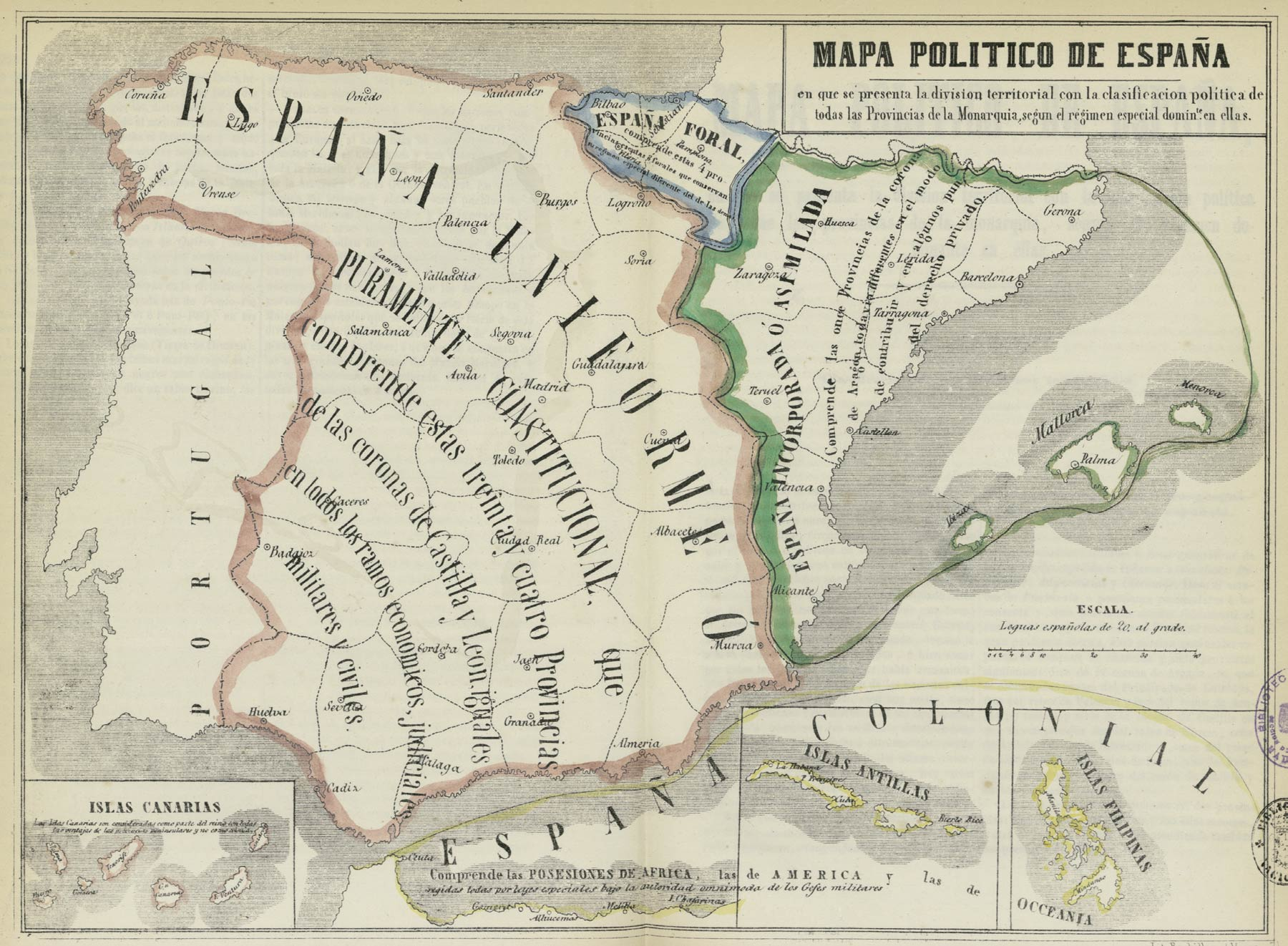
Ännu 1850 existerade olika politik/rätt i Baskien/Navarra ("España foral"), det före detta aragonska kungadömet ("España incorporada /…/") och övriga Spanien ("España uniforme /…/").

På 1790-talet uppstod nya konflikter vid den franska gränsen, i samband med Franska revolutionen och de Franska revolutionskrigen. Under Napoleonkrigen blev Katalonien år 1808 ockuperat av den franske generalen Guillaume Philibert Duhesmes trupper. Napoleon planerade att införliva Spanien i sin intressesfär, och när Portugal vägrade gå med i Kontinentalblockaden lät han de franska trupperna rycka in på spansk mark för att kämpa mot portugiserna. Den spanske kungen abdikerade och Napoleon gav den spanska kronan till sin egen bror, Joseph Bonaparte. Vad som följde var en regelrätt folkresning mot det franska styret, och denna revolt har fått namnet Spanska självständighetskriget. Ett gerillaliknande krig kom att utkämpas på spansk mark ända fram till år 1813. Mellan åren 1812 och 1813 var Katalonien under direkt franskt styre och organiserat i först fyra, sedan två département. Det franska styret i Katalonien varade till år 1814 när den brittiske generalen Wellington efter för britterna framgångsrika strider kunde teckna ett vapenstillestånd som innebar att fransmännen lämnade över sina återstående fästen, bland annat Barcelona.

### Carlistkrigen
Carlismen lånar sitt namn av en tilltänkt tronföljare, Don Carlos. Den var en värdekonservativ, katolsk och monarkistisk folkrörelse vars syfte var att sätta en sidolinje till huset Bourbon på den spanska tronen. Rörelsen uppstod när den enväldige kungen Ferdinand VII år 1830 drev igenom en ny förordning vilken hade till syfte att möjliggöra för hans enda barn, prinsessan Isabel, att kunna ärva tronen. Den tidigare tilltänkta barnregenten Don Carlos, hertig av Molina berövades därmed arvsrätten till den spanska tronen till förmån för broderns dotter, sedermera drottning Isabella II. Detta blev roten till de kommande Carlistkrigen, inbördeskrig som delvis hade sitt upphov i katalanernas ringa politiska inflytande, och vilka kännetecknades av sina fasansfulla grymheter.

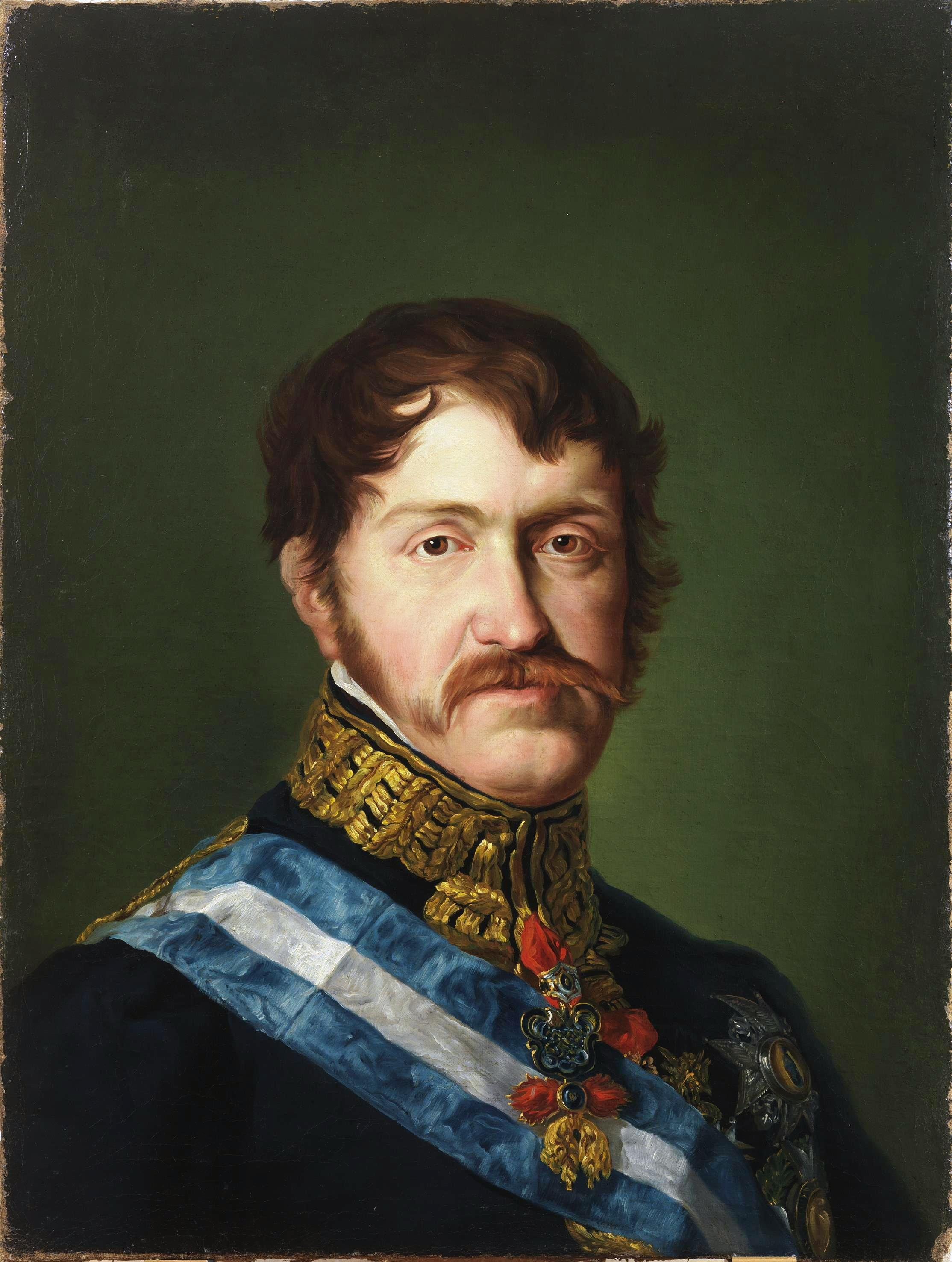
Carlos (V) (1788-1855)

När kung Ferdinand VII dog år 1833 utfärdade hans yngre bror Don Carlos en proklamation i vilken han gjorde anspråk på tronen. Regeringen svarade med att konfiskera hans egendom. Spanien delades snabbt i två läger och år 1834 svarade Don Carlos med att kalla sina anhängare till vapen (första carlistkriget, 1834–40). Själv fick han fly till Storbritannien, men återvände i juli samma år för att förena sig med sina anhängare. Med sig hade han prästerna, de reaktionära och självständighetskämparna i de Baskiska provinserna Aragonien och Katalonien, där man inte vill veta av något liberalt enhetsstyre.
Carlistkrigen kom att utspela sig huvudsakligen i Baskien, där merparten av befolkningen stödde carlisterna. År 1839 lyckades förmyndarregeringens överbefälhavare general Baldomero Espartero övertala baskerna att bryta med carlisterna genom att lova dem självstyre. Därmed avslutades inbördeskriget med den liberala sidans seger. Slutgiltigt skedde detta i juli 1840. Don Carlos fick fly till Frankrike och avsade sig år 1845 sina anspråk till förmån för sonen Don Carlos, greve av Montemolin (1818-1861).
När Don Carlos (1818-1861) blev carlisternas tronpretendent år 1845 utbröt ett uppror i hans namn. Denna gång (andra carlistkriget, 1846–49) utspelades inbördeskriget framför allt på katalansk mark, la guerra dels matiners. Kriget kallas på katalanska Madrugadores och räknas på grund av sin relativt ringa omfattning ibland inte som inbördeskrig. I så fall omtalas i stället det tredje carlistkriget som det andra. Också Madrugadores slutade med att carlisterna blev slagna och tvingades fly till Frankrike.

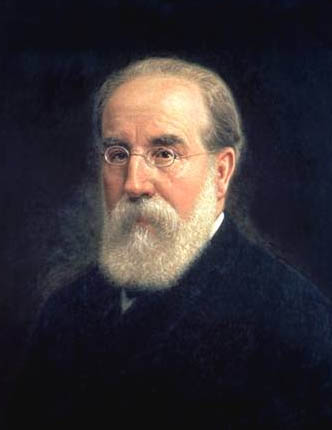
Francesc Pi i Margall, Katalanska av republikansk federalistisk ideologi som utsågs till president för första spanska republiken.

År 1868 blev det allmänna missnöjet med drottning Isabella II:s vanstyre så stort att det ledde till uppror. Septemberupproret, som det allmänt kallades, har i Katalonien fått namnet "Den ärorika revolutionen". Den övergångsregering som bildades gav Katalonien och Baskien ökat självstyre. General Prim y Prat, som hade huvudansvaret för övergångsregeringen, mördades dock år 1870 i samband med att han försökte sätta en italiensk hertig vid namn Amadeus av Savoyen på den spanska tronen.
I den politiska turbulens som uppkom lanserade carlisterna en ny tronpretendent. Det var Don Carlos, hertig av Madrid (1848-1909), brorson till Don Carlos, greve av Montemolin. Don Carlos erkändes också av påven som kung av Spanien under namnet Karl VII. Det tredje inbördeskriget (tredje carlistkriget, 1872–76) kring tronföljden var därmed ett faktum. Även denna gång fick carlisterna se sig besegrade.

### Decennierna runt sekelskiftet
Trots Napoleon- och carlistkrigen blev Katalonien föremål för en stark ekonomisk tillväxt och industrialisering. Under 1800-talets gång upplevde regionen en kulturell renässans, som utvecklades parallellt med en begynnande katalansk nationalism. Regionalismens tillväxt gynnades av kontrasten mellan Kataloniens lilla politiska inflytande i Spanien trots att regionen upplevde en snabb industrialisering och en för spanska mått mätt unik moderniseringsprocess.
Årtiondena runt sekelskiftet 1900 uppträdde den konstnärliga stilriktningen modernisme i och kring det växande Barcelona. Den var influerad av bland annat jugend men hade katalanska särdrag. Internationellt mest kända namn i rörelsen var Antoni Gaudí.
Dessutom framträdde flera arbetarrörelser. I de jordbruks- och hantverksdominerade spanska regionerna Andalucien och Katalonien hade anarkismen som politisk idé fått stor spridning. Här fortsatte anarkismen som politisk kraft till långt in på 1900-talet – och i Katalonien parallellt med den framväxande katalanismen – även inom fackföreningsrörelsen och växande städer som Barcelona, Sevilla, Valencia och Cádiz.
I modern tid har delar av den katalanska anarkismens politik övertagits av direktdemokratiska rörelser som CUP. Kataloniens partiliv har också på senare år utmärkts av en mångfald partisplittringar och valallianser, delvis påminnande om anarkismens syn på partisystemet.

## 1900-talet

### Före inbördeskriget
| Vänster: Francesc Macià, första president i Katalonien (1931-1933). Höger: Lluís Companys, andra president (1933-1940), mördad av Francos diktatur genom arkebusering. |  | Vänster: Francesc Macià, första president i Katalonien (1931-1933). Höger: Lluís Companys, andra president (1933-1940), mördad av Francos diktatur genom arkebusering. |
| Vänster: Francesc Macià, första president i Katalonien (1931-1933). Höger: Lluís Companys, andra president (1933-1940), mördad av Francos diktatur genom arkebusering. |  | |

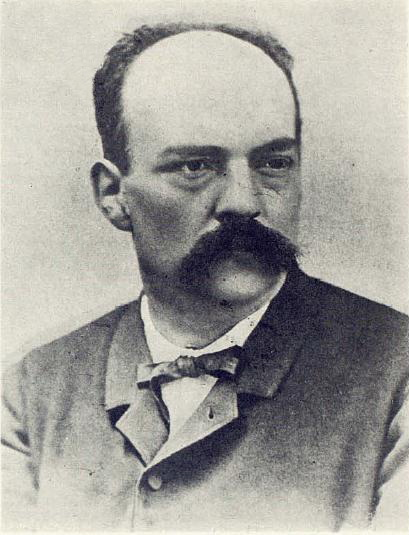
Valentí Almirall (1841–1904), katalanismens första ideolog.

År 1901 grundades det spanska konservativa politiska partiet Regionalistiska ligan (katalanska: Lliga Regionalista de Catalunya) av politikern Francesc Cambó. Nio år senare lade Cambó fram den katalanska stadgan, ett förslag till regional autonomi som dock inte kom att genomföras.
Istället etablerade de fyra katalanska provinserna 1913/1914 ett decennielångt "samvälde". Efter fallet av Primo de Rivera-diktaturen (1923-30) grundades den Andra spanska republiken, och Generalitat de Catalunya återställdes, vilket innefattade ett katalanska parlament. De katalanska regionalisternas aktiva deltagande i kampen för republiken gav också som resultat en omfattande autonomi för Katalonien.
1933 blev Lluís Companys Kataloniens regionpresident. Han deltog året därpå i det katalanskt nationalistiska upproret mot den högerinriktade spanska republikanska staten (då den katalanska staten – el Estat Català – utropades), blev därefter fängslad och dömdes till 30 års fängelse. Companys frigavs dock efter 1936 års spanska valseger för vänsteralliansen Frente Popular (katalanska: Front Popular).
Vid parlamentsvalet februari 1936 stod de största motsättningarna mellan Frente Popular och de konservativa, monarkistiska krafterna (se Francisco Franco och högerfalangisterna). I Katalonien motsvarade dessa två läger Front d'Esquerres ('Vänsterfronten') och Front d'Ordre ('Fronten för [lag och] ordning'). Av de 54 spanska parlamentsledamöter som röstades fram i Katalonien kom 41 från Front d'Esquerres och 13 från Front d'Ordre.
Efter frisläppandet återinträdde Lluís Companys som regionpresident i Katalonien, till en början med i stort sett samma ministrar som före fängelsetiden. 26 maj lämnade dock den marxistiska delen av regeringen (ledda av Joan Comorera, drivande kraft i Unió Socialista de Catalunya) regionregeringen. Detta ledde till en regering helt och hållet styrd av Esquerra Republicana de Catalunya ('Kataloniens republikanska vänster', ERC), vilken dock även förde med sig en breddning av regeringen "högerut".
Trots de politiska motsättningarna i Katalonien var våren 1936 betydligt mindre orolig än i andra delar av Spanien. 1920- och det tidiga 1930-talets växlingar mellan diktatur och republik, statskupper och massfängslanden ledde bland annat till en våldsvåg från spanskt vänsterhåll mot det "katolska etablissemanget". Högermannen Gil Robles framträdde 16 juni – en månad före inledningen av spanska inbördeskriget – i det spanska parlamentet och meddelade/hävdade att tiden sedan valet i februari lett till
totalt 160 nedbrunna kyrkor, 269 döda i attentat, 10 förstörda kyrkböcker, 146 bomdåd och 113 generalstrejker. Under den här fyramånadersperioden hade dock endast ett attentat med dödlig utgång ägt rum i Katalonien.

### Inbördeskriget och Francos Spanien

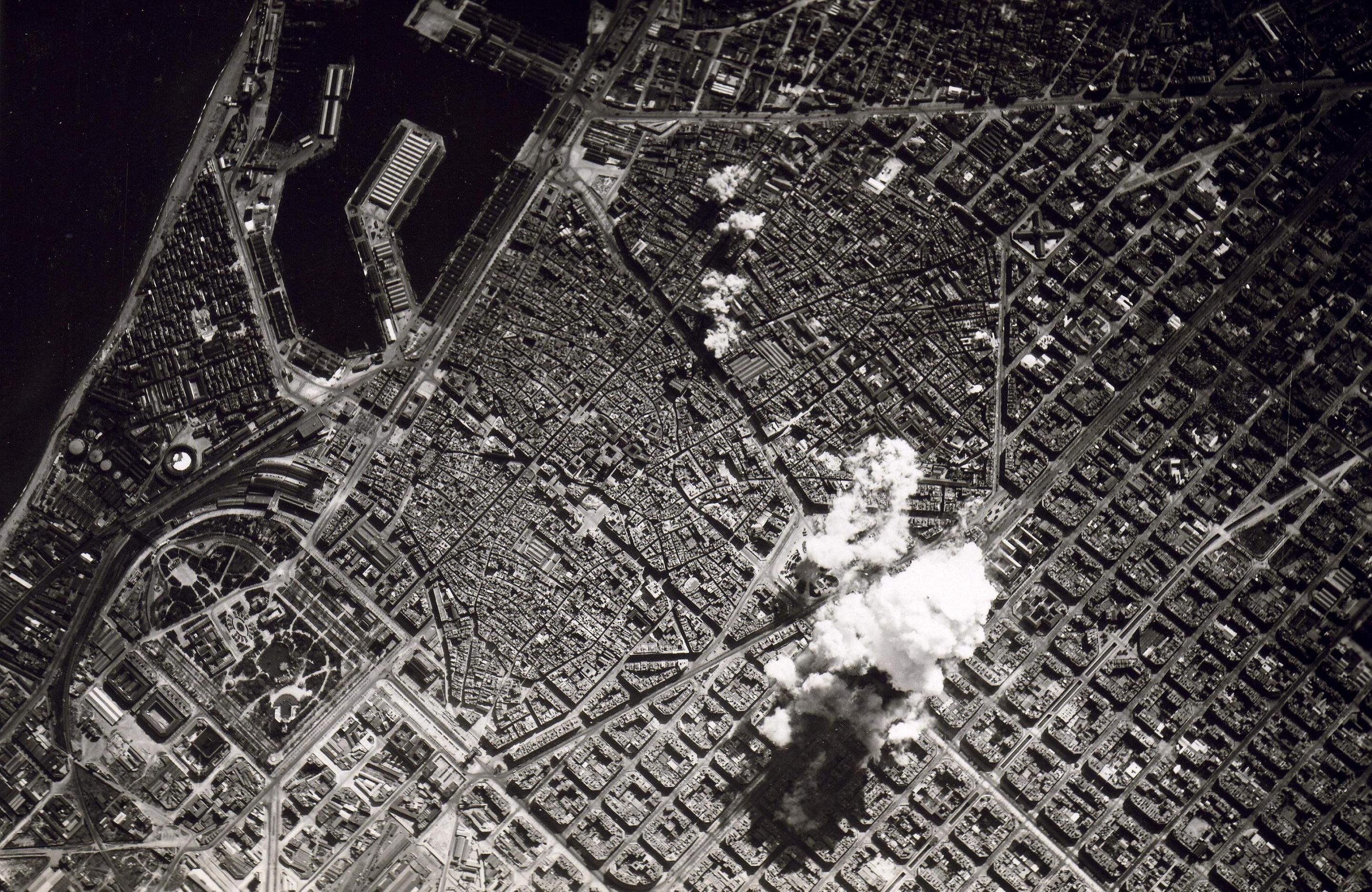
Bombning av Barcelona (1938).

Den spanska revolutionen 1936–39 hade sitt starkaste fäste i Katalonien. Det var en frihetligt socialistisk samhällsomvandling som senare övergick i spanska inbördeskriget. Efter tre års krig segrade dock de spanska falangisterna år 1939. Detta ledde till ett avskaffande av katalanska institutioner och ett förbud mot officiellt användande av det katalanska språket.
Under 1950- och 1960-talen upplevde Katalonien på nytt en period av ekonomisk tillväxt, och regionen växte till en viktig turistdestination. Inflyttningen av arbetskraft från andra delar av Spanien tog fart, och Barcelona utvecklades till en av Europas största stads- och industriregioner.

### Efter Franco
Efter Francos död år 1975 och den spanska övergången till demokrati under perioden fram till år 1982, har Katalonien återupprättat sin politiska och kulturella autonomi, och man är idag en av de mest ekonomiskt utvecklade regionerna i landet. Via det politiska självstyret har de lokala styrande drivit utvecklandet av den kulturella särarten längre än i (de flesta) andra spanska autonoma regioner.
Utformningen 1979 av de regionala autonomistatuterna stadfästes dock först efter hårda förhandlingar mellan Spaniens demokratiska regering och en samlad katalansk front (bestående av regionalister och vänsterkrafter). Som självstyrande region har Katalonien alltsedan dess genomdrivit reformer för att stärka det katalanska språkets ställning i samhällslivet (inklusive inom undervisning och administration – se vidare katalanska).
Under främst 1970-talet drabbades Katalonien, i likhet med Baskien (ETA) av politisk terrorism. EPOCA (L'Exèrcit Popular Català, 'Katalanska folkarmén') verkade bara under fyra års tid (1976–80), och efterföljaren Terra Lliure ('Fritt Land') upplöstes slutligen 1995.

## 2000-talet

### Konflikt med centralregeringen
| Under 2010-talet har stora demonstrationer för självständighet ägt rum i Barcelona på Kataloniens "nationaldag" den 11 september. 2014 bildade cirka 600 000 demonstranter ett stort seger-V utefter två av stadens gator. |  | Under 2010-talet har stora demonstrationer för självständighet ägt rum i Barcelona på Kataloniens "nationaldag" den 11 september. 2014 bildade cirka 600 000 demonstranter ett stort seger-V utefter två av stadens gator. |
| Under 2010-talet har stora demonstrationer för självständighet ägt rum i Barcelona på Kataloniens "nationaldag" den 11 september. 2014 bildade cirka 600 000 demonstranter ett stort seger-V utefter två av stadens gator. |  | |

2006, då Spanska socialistiska arbetarpartiet var vid makten både i Spanien och i Katalonien, godkändes en reformering av regionens autonomistatuter. År 2010 avslog dock Spaniens författningsdomstol Kataloniens begäran att få bli kallad nation, vilket gav starka reaktioner i Katalonien och krav på full självständighet. I samband med eurokrisen drabbades åren 2011 och 2012 även Katalonien svårt, vilket ledde till höjda krav om att regionen skulle få hantera sina skatter på egen hand. När dessa krav avslogs av den spanska centralregeringen, inledde det katalanska regionstyret för att be om befolkningens åsikt angående regionens tillhörighet.
Den katalanska regionregeringen utlyste 2014 – mot den spanska centralregeringens uttryckliga vilja – en rådgivande folkomröstning om Kataloniens självständighet. Den ägde i omarbetat skick rum den 9 november 2014, där drygt 80 procent av dem som gick till valurnorna röstade för att Katalonien skulle få bli en egen stat.

### Självständighetsprocess
Efter 2015 års katalanska regionval i september månad kom en knapp majoritet av parlamentsplatserna att tillfalla partier som strävar mot full självständighet för Katalonien. Eftersom Spaniens Partido Popular-regering vägrat tillåta en katalansk folkomröstning om ökat självstyre/full självständighet, siktade dessa partier (CDC, ERC och CUP) på att genomdriva en unilateral separation. Inför de spanska parlamentsvalen i december 2015 var tonläget högt, med en möjlighet att Spaniens regering skulle be landets författningsdomstol att helt dra in Kataloniens regionala autonomi. 9 november – på årsdagen av "folkomröstningen" ovan – röstade det nyvalda parlamentet igenom ett beslut att inleda en process mot full självständighet, något som omgående föranledde Spaniens regering att anmäla det hela till landets författningsdomstol; beslut från domstolen väntades först under 2016.
Efter långdragna förhandlingar bildades till slut i januari en ny katalansk regionregering, bestående av regionråd (consellers) från CDC och ERC, lett av den nye presidenten Carles Puigdemont och med stöd av CUP. Ett kontroversiellt beslut var den nya rollen med ett regionråd för utrikesfrågor, ett område som spanska autonoma regioner enligt Spaniens regering inte ska befatta sig med. Den utstakade vägen mot ett självständigt Katalonien fortsattes dock, bland annat med en kommitté som ska utarbeta en ny författning. Huruvida Katalonien 18 månader efter bildandet av regeringen (det vill säga i juli 2017) verkligen skulle kunna skapa en ny självständig stat var avhängigt om man lyckades få till avtal om det hela med Spaniens olika institutioner; detta erkände regionrådet för ekonomi – ERC:s partiledare Oriol Junqueras – i en intervju i mars 2016.

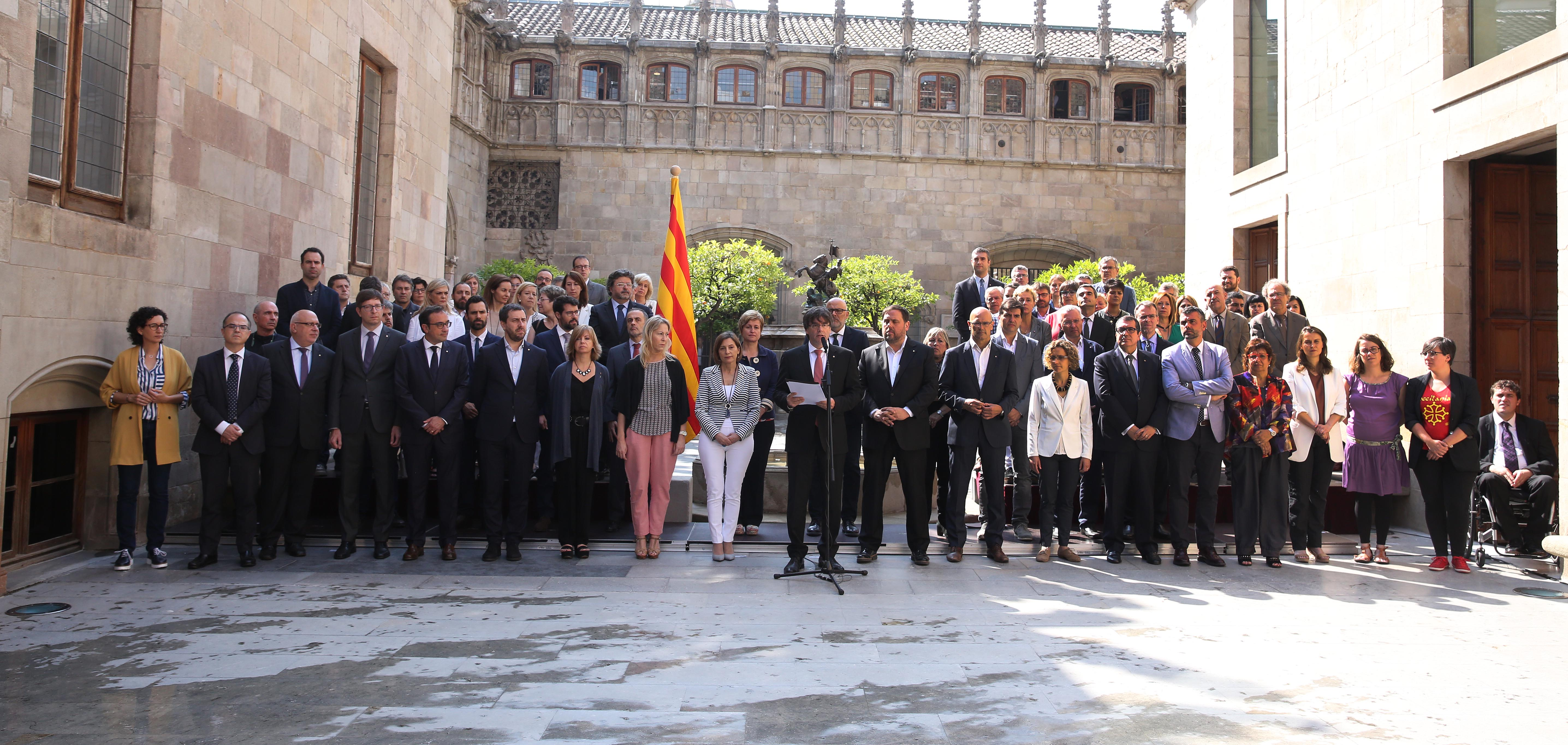
9 juni 2017 utlyste den katalanska regionregeringen en folkomröstning om Kataloniens självbestämmande (katalanska: Referèndum d'Autodeterminació de Catalunya), till den 1 oktober.

Misslyckade förhandlingsförsök fram till 2017 ledde till slut till en av den katalanska regionregeringen ensidigt utlyst folkomröstning, att arrangeras den 1 oktober 2017. Folkomröstningsdagen föregicks av stora manifestationer för självständighet på regionens nationaldag den 11 september, liksom av den spanska författningsdomstolens ogiltigförklarande av vallagen för folkomröstningen.
Under sommaren och tidig höst försökte Spaniens regering med olika medel blockera förberedelserna till folkomröstning, bland annat genom krav på detaljrapporter om regionens utgifter. 20 september inleddes en stor polisinsats med kodnamn Operation Anubis.

### Konfliktens kulmen och efterspel
27 oktober 2017 utropades Republiken Katalonien ensidigt, men den har inte fått erkännande från det internationella samfundet. Som en direkt följd av utropandet drog Spanien in regionens autonomi (grundlagsartikel 155), avsatte regionregeringen, upplöste parlamentet och utlyste nyval till 21 december. Hela regionregeringen åtalades för uppror, uppvigling och förskingring av allmänna medel, och under tiden införde Spaniens regering via sina olika ministerier direktstyre över regionen. Nyvalet till parlamentet ledde till en fortsatt (svag) majoritet för de separatistiska partierna, med det vänsterradikala CUP som stödparti. Regeringsbildningen tog lång tid, bland annat efter att ett antal presidentkandidater fängslats.
I maj valdes Quim Torra till ny katalansk regionpresident, och direktstyret över regionen kunde börja avvecklas. Strax därefter tillträdde en ny spansk regering med Pedro Sánchez som premiärminister, efter ett misstroendevotum i Spaniens deputeradekammare.

### Toppdomän
Katalonien har sedan 2009 tillgång till den specifikt katalanskrelaterade toppdomänen .CAT, vilken fram till 2012 kopplats till cirka 52 000 domännamn beställda hos 23 Internetföretag. I september 2017 var antalet registrerade domännamn 112 000. Den regionala skötseln av .CAT-domänen handhas av Fundació puntCAT – den katalanska motsvarigheten till Sveriges .SE.

## Katalanism och independentism

### Bakgrund
Katalanismen (även katalansk nationalism) kallas ofta den katalanska nationalitetsrörelse som växte fram i Barcelona under 1800-talet och som från början egentligen var en litterär rörelse. Den kallades för La Renaixença, ”pånyttfödelsen” och gick ut på att författarna och journalisterna började skriva på katalanska. Det som började som en romantisk strömning fick snart nog en politisk dimension. Politiken kom att intimt sammanflätas med det katalanska språket, vilket fick makthavarna i Madrid att förbjuda det katalanska språket.
Katalanismen utvecklades snart i flera riktningar. De mest radikala verkade för att göra Katalonien till en självständig republik, medan de mer försiktiga ville se Katalonien gå i bräschen för en spansk reformering. Som katalanismens förste ideolog av betydelse brukar den katalanske politikern Valentí Almirall i Llozer räknas. Han hävdade rentav att Katalonien borde få ansvaret för att styra hela Spanien, för att inte Spanien skulle förbli efterblivet.
Inom arbetarrörelsen slog de katalanistiska idéerna igenom först på 1920-talet.

### Senare års utveckling
De katalanistiska strävandena nådde delvis sina mål med 1979 och 2006 års statuter om självstyre. Däremot har stegrade konflikter mellan det nationalistiska styret i Katalonien och Spaniens centralstyre lett till allt högre tonläge och ökande katalansk separatism. Det konservativa och centralistiska Partido Popular har genom sin majoritetsställning i Spaniens parlament på egen hand kunnat driva igenom lagar som i många fall väckt ont blod från katalanskt håll.
I samband med de spanska kommunalvalen 2015 lät ett antal katalanska städer hänga de båda varianterna av estelada (separatistvarianter av den katalanska regionflaggan senyera) från stadshusens fönster. Efter domstolsbeslut från centralt spanskt håll lät de katalanska polismyndigheterna ta ner åtminstone vissa av flaggorna.

### Skärpt konflikt
De skärpta motsättningarna mellan ett Partido Popular-styrt Spanien och ett till stora delar självständighetsivrande Katalonien ledde hösten 2017 till en akut konstitutionell kris och upphävande av regionens autonomi. Ett ensidigt utropande av regionens självständighet har inget stöd i vare sig autonomistatuterna eller Spaniens författning. Däremot har bristen på dialog mellan Barcelona och Madrid fördjupat den politiska sprickan. 
Misstron mellan de båda sidorna späds på via hårda ord om fascister (beskyllning mot Spaniens enhetsförespråkare) och nazister (dito mot självständighetsivrarna och deras välarrangerade massmöten). I Katalonien ser man Spaniens åtgärder som ett medel för att stuka och förminska regionens katalanska särart, medan man från centralt spanskt håll inte begriper sig på behovet av denna särart. Ett av katalanska TV3:s mest populära program har sedan starten varit satirprogrammet Polònia, som bygger mycket av sin slagkraft på denna ömsesidiga brist på förståelse.
Båda sidorna i konflikten använder sig av populism i kampen om att väcka opinion och höja engagemanget för sin sak. De största partierna i både Katalonien och Spanien har varit inblandade i en mängd korruptionsavslöjanden (se Jordi Pujol och Partido Popular), vilket sargat det politiska systemet på båda håll med minoritetsstyren och svåra regeringsbildningar. Genom att lägga fokus mer på frågan om Kataloniens status har man kunna vinna mer stöd från respektive "hemmaopinion". Samtidigt har de olika partikopplingarna till olika korruptionshärvor försvagat rättmätigheten – i alla fall i omvärldens ögon – hos respektive sidas krav. Spaniens hantering av den katalanska självständighetsrörelsen (independentismen) ses också på många håll som både konfliktskapande och kontraproduktiv.
Den katalanska självständighetsprocessen – och Spaniens hantering av denna – var en av orsakerna till Pedro Sánchez tillträde som spansk premiärminister, framväxten av det högerextrema partiet Vox, det spanska nyvalet 2019 och försvagningen av Partido Popular. Nyvalet 2019 till Spaniens deputeradekammare ledde till en förstärkt position både för PSOE och för de katalanska självständighetspartierna – i ljuset av den påbörjade rättegången mot de katalanska självständighetsledarna i Spaniens högsta domstol.